# Зацепин, Алексей Владимирович (Герой Советского Союза)
Алексе́й Влади́мирович Заце́пин (1919—1944) — старший лейтенант Рабоче-крестьянской Красной Армии, участник Великой Отечественной войны, Герой Советского Союза (1945).

## Биография
Алексей Зацепин родился 9 февраля 1919 года в селе Садовое (ныне — Александровский район Ставропольского края). Окончил в 1937 году неполную среднюю школу в селе Круглолесское, затем работал в местном колхозе. В июне 1941 года Зацепин был призван на службу в Рабоче-крестьянскую Красную Армию. В 1942 году он окончил Урюпинское пехотное училище. С того же года — на фронтах Великой Отечественной войны.
К августу 1944 года старший лейтенант Алексей Зацепин командовал пулемётной ротой 305-го отдельного батальона морской пехоты 83-й морской стрелковой бригады 46-й армии 3-го Украинского фронта. Отличился во время освобождения Одесской области Украинской ССР. В ночь с 21 на 22 августа 1944 года рота Зацепина переправилась через Днестровский лиман и приняла активное участие в боях за захват и удержание плацдарма на его побережье к северу от Белгорода-Днестровского, нанеся противнику большие потери. В тех боях Зацепин получил ранения, от которых скончался 25 августа 1944 года. Похоронен на месте боёв в братской могиле (в «Книге Памяти ставропольцев, погибших в годы Великой Отечественной войны 1941—1945 гг.» в качестве места захоронения указано село Калаглия Овидиопольского района Одесской области).
Указом Президиума Верховного Совета СССР от 24 марта 1945 года старший лейтенант Алексей Зацепин посмертно был удостоен звания Героя Советского Союза. Также был награждён орденами Ленина и Красного Знамени, двумя орденами Отечественной войны 2-й степени, рядом медалей.

## Память
Имя Алексея Владимировича Зацепина увековечено на Мемориале воинской славы в городе Белгород-Днестровский. На территории райвоенкомата в селе Александровском установлена памятная стела «Герою Советского Союза А. В. Зацепину». В 2016 году на здании средней школы № 5 в селе Круглолесском, в которой учился Зацепин, была открыта мемориальная доска в его честь.